# Liberty Towers (Jersey City)
Liberty Towers o Liberty View Towers, es un complejo de apartamentos en Jersey City (Estados Unidos). Consiste en Liberty Towers West y Liberty Towers East, ambas construidas entre 2001 y 2003 y tienen 36 pisos. También tienen la misma altura de 116 m. Los edificios se elevan desde el mismo podio, que se utiliza como estacionamiento y también contiene un vestíbulo. Encima del podio hay una terraza con instalaciones de ocio para los inquilinos. En el complejo cuenta hay 648 unidades residenciales diseñadas por el arquitecto Jordan Gruzen.
El edificio SA Wald Company fue demolido para dar paso a Liberty Towers, que originalmente se llamaban "Liberty View Towers".  Los edificios posmodernos están hechos de mampostería, vidrio y hormigón.  
El edificio es parte de un auge de la construcción en el deteriorado distrito ferroviario, de almacenes y frente al mar de Jersey City, que se está reconstruyendo como un gran complejo de torres. Está en medio del centro reconstruido y tiene acceso a trenes.